# Hossein Derakhshan

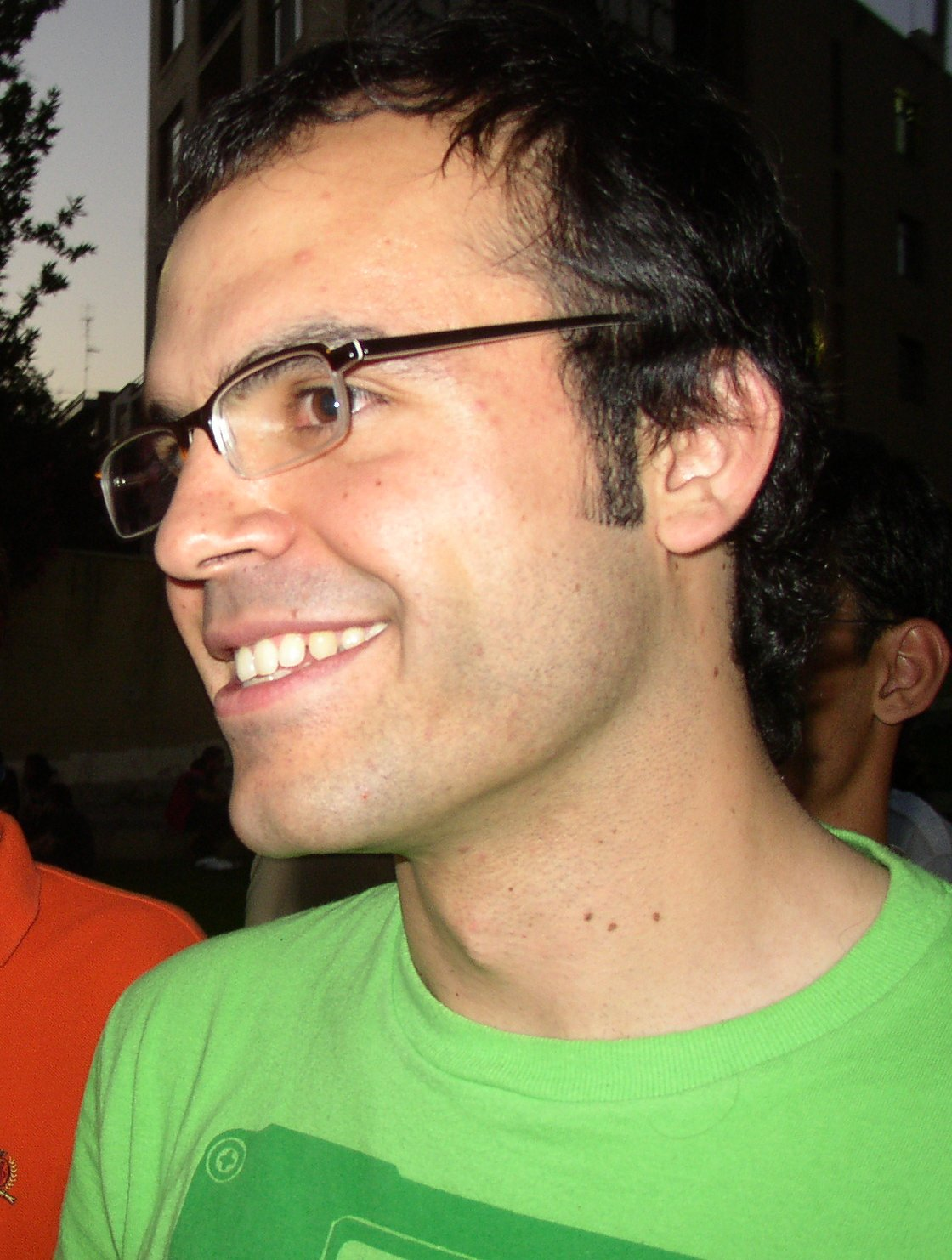
Hossein Derakhshan

Hossein Derakhshan (Persa: حسين درخشان; nascido em 7 de janeiro de 1975), também conhecido como Hoder, é um jornalista e autor de blog iraniano. Diz-se que foi ele quem iniciou a revolução dos blogs no Irã e é chamado por muitos jornalistas de pai dos blogs persa. Ele também ajudou a promover a disseminação de podcasts no país.
Foi preso de novembro de 2008 por acusações de cooperação com países alegadamente hostis, propaganda política e insulto a figuras religiosas. A sentença original era de 19.5 anos, porém recebeu um indulto do Líder Supremo do Irão, Ali Khamenei (sucessor do aiatolá Khomeini), sendo liberado no dia 19 de Novembro de 2014.